# Monkton
Monkton és una població dels Estats Units a l'estat de Vermont. Segons el cens del 2000 tenia 1.759 habitants.

## Demografia
Segons el cens del 2000, Monkton tenia 1.759 habitants, 642 habitatges, i 503 famílies. La densitat de població era de 18,9 habitants per km².
Dels 642 habitatges en un 41,4% hi vivien nens de menys de 18 anys, en un 69,3% hi vivien parelles casades, en un 6,1% dones solteres, i en un 21,5% no eren unitats familiars. En el 15% dels habitatges hi vivien persones soles el 4,5% de les quals corresponia a persones de 65 anys o més que vivien soles. El nombre mitjà de persones vivint en cada habitatge era de 2,74 i el nombre mitjà de persones que vivien en cada família era de 3,06.
Per edats la població es repartia de la següent manera: un 28,5% tenia menys de 18 anys, un 4,8% entre 18 i 24, un 32,7% entre 25 i 44, un 27,8% de 45 a 60 i un 6,1% 65 anys o més.
L'edat mediana era de 37 anys. Per cada 100 dones de 18 o més anys hi havia 91,3 homes.
La renda mediana per habitatge era de 53.807 $ i la renda mediana per família de 58.611 $. Els homes tenien una renda mediana de 38.424 $ mentre que les dones 27.179 $. La renda per capita de la població era de 22.256 $. Entorn de l'1,9% de les famílies i el 3,6% de la població estaven per davall del llindar de pobresa.